# Nita Talbot
Nita Talbot (nacida Anita Sokol; 8 de agosto de 1930) es una actriz estadounidense. Recibió una nominación al Premio Emmy a la mejor actriz de reparto en una serie de comedia por la temporada de 1967–68 de Hogan's Heroes.

## Cine
Nacida en la ciudad de Nueva York el 8 de agosto de 1930, de ascendencia húngaro-judía, Talbot comenzó su carrera como actriz apareciendo como modelo en la película de 1949 It's a Great Feeling. Tuvo una gran variedad de papeles en la pantalla, desde la telefonista sedienta de amor de A Very Special Favor (1965) hasta la mordaz Madame Esther de Buck and the Preacher (1972). También apareció en películas como Bright Leaf (1950), This Could Be the Night (1957), I Married a Woman (1958), Who's Got the Action? (1962), Girl Happy (1965), The Day of the Locust (1975), Serial (1980), Night Shift (1982), Chained Heat (1983), Fraternity Vacation (1985) y Puppet Master II (1990).

## Televisión
Apareció en muchas series de televisión, Talbot fue vista como Mabel Spooner frente al Joe Spooner de Larry Blyden en Joe and Mabel: 536  (1956); Iris Anderson en el episodio de Perry Mason de 1958 "The Case of the Pint-Sized Client"; la estafadora Blondie Collins en la segunda temporada de The Thin Man: 1071  (1958–59); la estafadora y actriz Susan Reed en el episodio de la primera temporada "Beautiful, Blue and Deadly" de Mike Hammer de Mickey Spillane's Mike Hammer (1958–59); la esposa inmigrante en "Land Deal" (temporada 4, episodio 9) de Gunsmoke (1958); y como Belle en "Belle's Back" (1960). En 1960, también apareció en el episodio de The Tab Hunter Show "Be My Guest".
Estuvo en el episodio de Alfred Hitchcock Presents "Maria" (1961), como una rubia de circo que abandona a su marido por una enana malvada (cuyo número consiste en interpretar a un mono capaz de dibujar lo que ve) que le hizo creer que su marido le había sido infiel. Apareció con Jack Kelly en el episodio de la tercera temporada de Maverick "Easy Mark" (1959) como una mujer contratada para "distraer" a Bart haciéndose pasar por el millonario Cornelius Van Rennselaer Jr., y actuó a contracorriente en el episodio de la tercera temporada de Maverick "The Resurrection of Joe November" con James Garner (1960). Fue la ingeniosa Girl-Friday, Dora Miles, en The Jim Backus Show: 533  (también conocido como Hot Off the Wire), la presumida socialité Judy Evans en Here We Go Again (1973),: 453  y la hipercínica Rose frente a Bill Daily en Starting from Scratch (1988).: 1016 
Entre 1966 y 1971, apareció en siete episodios de Hogan's Heroes como la espía "rusa blanca" Marya,: 465–466  un papel por el que recibió una nominación al Primetime Emmy Award a la mejor actriz de reparto en una serie de comedia en 1968 por el episodio "The Hostage". Talbot fue una estrella invitada recurrente en varias otras series, incluyendo Man Against Crime, Bourbon Street Beat (cuatro episodios como Lusti Weather), The Secret Storm, Mannix y Supertrain,: 1040  además de aparecer en episodios sueltos de otras series, como el episodio de Kolchak: The Night Stalker, "The Werewolf". Talbot también tuvo papeles de larga duración en Search for Tomorrow y General Hospital. En General Hospital, interpretó a Delfina de 1981 a 1983 (y de nuevo en 1992), la vieja amiga de Tiffany Hill que se encarga de diseñar la boda de Luke y Laura.
En 1971, Talbot participó en el episodio piloto de la comedia de la CBS Funny Face, protagonizada por la actriz y comediante Sandy Duncan en el papel de Sandy Stockton, una joven estudiante de la UCLA de Illinois que se especializaba en educación y se ganaba la vida trabajando a tiempo parcial como actriz en anuncios de televisión para la Agencia de Publicidad Prescott. Talbot interpretaba a la agente de Sandy, Maggie Prescott. Poco después de rodar el piloto, la CBS contrató el programa para el otoño de 1971, pero revisó ligeramente el formato, por lo que Talbot fue eliminada del reparto.[cita requerida] Apareció en "A Stitch in Crime", episodio 6 de la segunda temporada de Columbo (1973). Su último papel como actriz fue en 1997, cuando puso voz al personaje de Anastasia Hardy, la mujer de negocios madre de Felicia Hardy, la Gata Negra, en la serie de animación Spider-Man.[cita requerida]

## Vida personal
Talbot estuvo casada dos veces—primero con el actor Don Gordon (del 7 de septiembre de 1954 al 11 de abril de 1958; divorciados) y después con el actor Thomas A. Geas (desde el 13 de agosto de 1961 hasta su divorcio en 1964). Tuvo una hija, Nicole Andrea Geas, nacida en Los Ángeles el 28 de mayo de 1962.

## Créditos seleccionados
de Hollywood.com
| Cine       | Cine                                     | Cine                                                 | Cine                                                                                  |
| Año        | Película                                 | Papel                                                | Notas                                                                                 |
| ---------- | ---------------------------------------- | ---------------------------------------------------- | ------------------------------------------------------------------------------------- |
| 1949       | Always Leave Them Laughing               | Showgirl                                             | Sin acreditar                                                                         |
| 1950       | Caged                                    | Internada                                            | Sin acreditar                                                                         |
| 1950       | This Side of The Law                     | Miss Goff                                            |                                                                                       |
| 1951       | On Dangerous Ground                      | Mujer en el bar                                      | Sin acreditar                                                                         |
| 1956       | Bundle of Joy                            | Mary                                                 |                                                                                       |
| 1958       | I Married a Woman                        | Miss Anderson                                        |                                                                                       |
| 1962       | Who's Got the Action?                    | Saturday Knight                                      |                                                                                       |
| 1965       | Girl Happy                               | Sunny Daze                                           |                                                                                       |
| 1965       | A Very Special Favor                     | Mickey                                               |                                                                                       |
| 1965       | That Funny Feeling                       | Audrey                                               |                                                                                       |
| 1967       | The Cool Ones                            | Dee Dee Howitzer                                     | Título alternativo: Cool Baby, Cool!                                                  |
| 1972       | Buck and the Preacher                    | Madam Esther                                         |                                                                                       |
| 1975       | The Manchu Eagle Murder Caper Mystery    | Jasmine Cornell                                      |                                                                                       |
| 1975       | The Day of the Locust                    | Joan                                                 |                                                                                       |
| 1980       | Serial                                   | Angela Stone                                         |                                                                                       |
| 1980       | Island Claws                             | Rosie                                                | Título alternativo: Night of the Claw                                                 |
| 1982       | Night Shift                              | Vivian                                               |                                                                                       |
| 1982       | The Concrete Jungle                      | Shelly Meyers                                        |                                                                                       |
| 1983       | Frightmare                               | Mrs. Rohmer                                          | Título alternativo: Body Snatchers                                                    |
| 1983       | Chained Heat                             | Kaufman                                              |                                                                                       |
| 1985       | Fraternity Vacation                      | Mrs. Ferret                                          |                                                                                       |
| 1985       | Movers & Shakers                         | Dorothy                                              |                                                                                       |
| 1991       | Puppetmaster II                          | Camille Kenney                                       | estreno directamente para video                                                       |
| 1992       | Amityville: It's About Time              | Iris Wheeler                                         | Título alternativo: Amityville 1992: It's About Time, estreno directamente para vídeo |
| Televisión |                                          |                                                      |                                                                                       |
| Año        | Título                                   | Papel                                                | Notas                                                                                 |
| 1952       | Tales of Tomorrow                        | Nicki                                                | 1 episodio                                                                            |
| 1954       | Inner Sanctum                            | Millie                                               | 1 episodio                                                                            |
| 1955       | Producers' Showcase                      | Olga                                                 | 1 episodio                                                                            |
| 1957       | Climax!                                  | Esther Gardener                                      | 1 episodio                                                                            |
| 1958       | Jane Wyman Presents The Fireside Theatre | Sally                                                | 1 episodio                                                                            |
| 1958       | Mr. Adams and Eve                        | Anna                                                 | 1 episodio                                                                            |
| 1958       | Gunsmoke                                 | Sidna Calhoun                                        | 1 episodio "Land Deal"                                                                |
| 1958       | Alfred Hitchcock Presents                | Louise Williams                                      | Temporada 3 Episodio 14: "The Percentage"                                             |
| 1958       | Perry Mason                              | Iris Anderson                                        | 1 episodio “The Case Of The Pint-Sized Client”                                        |
| 1958       | Mickey Spillane's Mike Hammer            | Susan Reed                                           | 1 episodio                                                                            |
| 1959       | The Lineup                               | Donna                                                | 1 episodio                                                                            |
| 1959       | Maverick                                 | Jeannie                                              | 2 episodios "Easy Mark" and "Resurrection of Joe November"                            |
| 1959       | Peter Gunn                               | Rowena                                               | 1 episodio                                                                            |
| 1959       | Johnny Staccato                          | Narcissa                                             | 1 episodio "The Man in the Pit"                                                       |
| 1960       | The Jim Backus Show                      | Dora Miles                                           | Episodios desconocidos                                                                |
| 1960       | The Man from Blackhawk                   | Kay                                                  | 1 episodio: "In His Steps"                                                            |
| 1960       | Mr. Lucky                                | Kitten Conner                                        | 1 episodio                                                                            |
| 1960       | The Untouchables                         | Alice                                                | 1 episodio                                                                            |
| 1960       | Gunsmoke                                 | Belle Ainsley                                        | 1 episodio                                                                            |
| 1960       | The Tab Hunter Show                      | Stephanie                                            | 1 episodio "Be My Guest"                                                              |
| 1961       | Alfred Hitchcock Presents                | Carol Thorby                                         | Temporada 7 Episodio 3: "Maria"                                                       |
| 1961       | Follow the Sun                           | Florence                                             | 1 episodio                                                                            |
| 1963       | The Littlest Hobo                        | Marguerite Marlowe                                   | 1 episodio "Cry Wolf"                                                                 |
| 1964       | The Lieutenant                           | Marie Newton                                         | 1 episodio                                                                            |
| 1966       | The Fugitive                             | Paula Jellison                                       | 1 episodio “This’ll Kill You” con Mickey Rooney                                       |
| 1966       | The Virginian                            | Melinda                                              | 1 episodio                                                                            |
| 1966–1971  | Hogan's Heroes                           | Marya                                                | 7 episodios, nominación a los Premios Primetime Emmy                                  |
| 1966       | Daniel Boone                             | Sylvie Du Marais                                     | S2/E24 "The Search"                                                                   |
| 1967       | Bonanza                                  | Gladys                                               | 1 episodio                                                                            |
| 1968       | The Monkees                              | The Assistant                                        | S2:E17, "Monkees Watch Their Feet"                                                    |
| 1967       | Mannix                                   | Edna Dacey                                           | 1 episodio                                                                            |
| 1968       | Gomer Pyle, U.S.M.C.                     | Pola Prevost                                         | 1 episodio                                                                            |
| 1971       | Love, American Style                     | Connie                                               | 1 episodio                                                                            |
| 1971       | The Jimmy Stewart Show                   | Roxy                                                 | 1 episodio                                                                            |
| 1972       | Bewitched                                | Mrs. Rollnick                                        | 1 episodio                                                                            |
| 1972       | Mannix                                   | Temporada 5, Episodio 16                             | 1 episodio                                                                            |
| 1973       | Columbo                                  | Marsha Dalton                                        | 1 episodio, "A Stitch in Crime"                                                       |
| 1973       | Needles and Pins                         |                                                      | 1 episodio, "The Endangered Species"                                                  |
| 1973       | The Partridge Family                     | Doris Stevens                                        | 1 episodio                                                                            |
| 1973       | Here We Go Again                         | Judy Evans                                           | 13 episodios                                                                          |
| 1974       | Police Story                             | Teresa                                               | 1 episodio                                                                            |
| 1974       | The Rockford Files                       | Mildred Elias                                        | 1 episodio                                                                            |
| 1974       | Kolchak: The Night Stalker               | Paula Griffin                                        | 1 Episodio, "The Werewolf"                                                            |
| 1975       | Police Woman                             | Audrey Roth                                          | 1 episodio                                                                            |
| 1977       | All In The Family                        | Marcia (mujer discutiendo con su esposo en el metro) | 1 episodio                                                                            |
| 1978       | CHiPS                                    | Instructora de manejo                                | 1 episodio                                                                            |
| 1978       | Hawaii-Five-O                            | Eudora                                               | 1 episodio                                                                            |
| 1977–1978  | Soap                                     | Sheila Fine                                          | 3 episodios                                                                           |
| 1979       | Charlie's Angels                         | Willamena                                            | 1 episodio                                                                            |
| 1979       | Supertrain                               | Rose Casey                                           | 5 episodios                                                                           |
| 1980       | Nobody's Perfect                         | Lush                                                 | 1 episodio                                                                            |
| 1981–1982  | General Hospital                         | Delfina                                              |                                                                                       |
| 1984       | Remington Steele                         | Shirley Mellish                                      | 1 episodio                                                                            |
| 1985       | Scarecrow and Mrs. King                  | Wilma                                                | 1 episodio                                                                            |
| 1987       | It's a Living                            | Rose                                                 | 1 episodio                                                                            |
| 1989       | Jake Spanner, Private Eye                | Enfermera                                            | Telefilme                                                                             |
| 1990       | Gabriel's Fire                           | Laura Pickles                                        | 1 episodio                                                                            |
| 1991       | The New Adam-12                          | Madam Lousanga                                       | 1 episodio                                                                            |
| 1994       | Empty Nest                               | Mrs. Koontz                                          | 1 episodio                                                                            |
| 1995       | Pig Sty                                  | Cecile                                               | 1 episodio                                                                            |
| 1997       | Spider-Man: The Animated Series          | Anastasia Hardy                                      | Voz                                                                                   |